# جيمس روبرت مان
جيمس روبرت مان (بالإنجليزية: James Robert Mann)‏ هو محامي وسياسي أمريكي، ولد في 20 أكتوبر 1856 في بلومنجتون في الولايات المتحدة، وتوفي في 30 نوفمبر 1922 في واشنطن العاصمة في الولايات المتحدة بسبب ذات الرئة. حزبياً، نشط في الحزب الجمهوري. وقد انتخب عضو مجلس النواب الأمريكي.